# Фаулервілл (Мічиган)
Фаулервілл (англ. Fowlerville) — селище (англ. village) в США, в окрузі Лівінгстон штату Мічиган. Населення — 2951 особа (2020).

## Географія
Фаулервілл розташований за координатами 42°39′34″ пн. ш. 84°4′30″ зх. д. / 42.65944° пн. ш. 84.07500° зх. д. (42.659385, -84.074979).  За даними Бюро перепису населення США в 2010 році селище мало площу 6,17 км², з яких 6,07 км² — суходіл та 0,09 км² — водойми.

## Демографія
Згідно з переписом 2010 року, у селищі мешкало 2886 осіб у 1198 домогосподарствах у складі 744 родин. Густота населення становила 468 осіб/км².  Було 1313 помешкання (213/км²).
Расовий склад населення:
| - 96,8 % — білих - 0,6 % — корінних американців - 0,3 % — азіатів - 0,2 % — чорних або афроамериканців |

До двох чи більше рас належало 1,7 %. Частка іспаномовних становила 2,3 % від усіх жителів.
За віковим діапазоном населення розподілялося таким чином: 26,9 % — особи молодші 18 років, 59,7 % — особи у віці 18—64 років, 13,4 % — особи у віці 65 років та старші. Медіана віку мешканця становила 35,2 року. На 100 осіб жіночої статі у селищі припадало 92,9 чоловіків;  на 100 жінок у віці від 18 років та старших — 91,2 чоловіків також старших 18 років.
Середній дохід на одне домашнє господарство  становив 50 331 долар США (медіана — 42 325), а середній дохід на одну сім'ю — 55 881 долар (медіана — 48 958). Медіана доходів становила 38 958 доларів для чоловіків та 36 750 доларів для жінок. За межею бідності перебувало 14,3 % осіб, у тому числі 13,4 % дітей у віці до 18 років та 1,9 % осіб у віці 65 років та старших.
Цивільне працевлаштоване населення становило 1417 осіб. Основні галузі зайнятості: роздрібна торгівля — 18,3 %, виробництво — 16,1 %, освіта, охорона здоров'я та соціальна допомога — 14,2 %.